# Ragbista roku České republiky
Ragbista roku České republiky je anketa, kterou od roku 1972 každoročně vyhlašuje Česká rugbyová unie.
- V letech 1972–1988 se anketa nazývala Ragbista roku Československé socialistické republiky-
- V letech 1989–1992 byl její název Ragbista roku České a Slovenské federativní republiky.
- Od roku 1993 nese anketa název Ragbista roku České republiky.

Kromě ocenění Ragbista roku se udělují ceny v těchto kategoriích:
- Trenér roku a U20 Talent roku – od roku 2001
- Rozhodčí roku – od roku 2002
- Ragbyová událost roku – od roku 2005
- Hráčka roku a U20 Talent roku - ženy – od roku 2008
- Osobnost domácí soutěže – od roku 2009
- Sevens hráč roku – od roku 2010
- Národní hráč roku a Miss Rugby – od roku 2013
- U18 Talent roku – od roku 2014
- U16 Talent roku – od roku 2015

## Vítězové
| Rok  | Vítěz              | Klub                      | 2. místo           | Klub                              | 3. místo           | Klub                         |
| ---- | ------------------ | ------------------------- | ------------------ | --------------------------------- | ------------------ | ---------------------------- |
| 1972 | Jiří Skall senior  | Rugby Club Sparta Praha   |                    |                                   |                    |                              |
| 1973 | Jaromír Kourek     | Rugby Club Sparta Praha   |                    |                                   |                    |                              |
| 1974 | Bruno Kudrna       | Rugby Club Praga Praha    |                    |                                   |                    |                              |
| 1975 | Karel Berka        | Rugby Club Vyškov         |                    |                                   |                    |                              |
| 1976 | Karel Berka        | Rugby Club Vyškov         |                    |                                   |                    |                              |
| 1977 | Bruno Kudrna       | Rugby Club Praga Praha    |                    |                                   |                    |                              |
| 1978 | Vlastimil Jágr     | Rugby Club Tatra Smíchov  |                    |                                   |                    |                              |
| 1979 | Bruno Kudrna       | Rugby Club Praga Praha    |                    |                                   |                    |                              |
| 1980 | Vlastimil Jágr     | Rugby Club Tatra Smíchov  |                    |                                   |                    |                              |
| 1981 | Bruno Kudrna       | Rugby Club Praga Praha    |                    |                                   |                    |                              |
| 1982 | Bruno Kudrna       | Rugby Club Praga Praha    |                    |                                   |                    |                              |
| 1983 | Václav Fanta       | Rugby Club Tatra Smíchov  |                    |                                   |                    |                              |
| 1984 | Zdeněk Mrazčínský  | Rugby Club Vyškov         |                    |                                   |                    |                              |
| 1985 | Miroslav Fuchs     | Rugby Club Praga Praha    |                    |                                   |                    |                              |
| 1986 | Bruno Kudrna       | Rugby Club Praga Praha    |                    |                                   |                    |                              |
| 1987 | Miroslav Fuchs     | Rugby Club Praga Praha    |                    |                                   |                    |                              |
| 1988 | Petr Skopal        | Rugby Club Zbrojovka Brno |                    |                                   |                    |                              |
| 1989 | Miroslav Fuchs     | Rugby Club Praga Praha    |                    |                                   |                    |                              |
| 1990 | Jiří Koutný        | Rugby Club Vyškov         |                    |                                   |                    |                              |
| 1991 | Luděk Kudláček     | Rugby Club Praga Praha    |                    |                                   |                    |                              |
| 1992 | Pavel Bureš        | Rugby Club Říčany         |                    |                                   |                    |                              |
| 1993 | Petr Michovský     | Rugby Club Říčany         |                    |                                   |                    |                              |
| 1994 | Jan Macháček       | Rugby Club Slavia Praha   |                    |                                   |                    |                              |
| 1995 | Antonín Brabec     | Rugby Club Tatra Smíchov  |                    |                                   |                    |                              |
| 1996 | Jan Macháček       | Newport RFC               | Milan Mrtýnek      | Rugby Club Praga Praha            | Antonín Brabec     | Rugby Club Tatra Smíchov     |
| 1997 | Ladislav Vondrášek | Rugby Club Slavia Praha   | Roman Rygl         | Rugby Club Tatra Smíchov          | Milan Mrtýnek      | Rugby Club Praga Praha       |
| 1998 | Jan Macháček       | Prodej žraloků            | Jiří Skall         | Rugby Club Sparta Praha           | Ladislav Vondrášek | Rugby Club Slavia Praha      |
| 1999 | Jan Fojtík         | Rugby Club Slavia Praha   | Jan Macháček       | Rugby Club Slavia Praha           | Roman Rygl         | Rugby Club Tatra Smíchov     |
| 2000 | Jan Macháček       | ASM Clermont Ferrand      | Martin Kafka       | -                                 | Martin Jágr        | -                            |
| 2001 | Jan Macháček       | ASM Clermont Ferrand      | Martin Kafka       | -                                 | Martin Jágr        | -                            |
| 2002 | Martin Kafka       | La Moraleja Alcobendas    | Martin Jágr        | Rugby Club Toulonnais             | Jan Macháček       | ASM Clermont Ferrand         |
| 2003 | Jan Žíla           | Rugby Club Tatra Smíchov  | Martin Kafka       | Castres Olympiques                | Roman Rygl         | Rugby Club Tatra Smíchov     |
| 2004 | Martin Jágr        | Rugby Club Toulonnais     | Ladislav Vondráček | RFC Bracknell                     | Martin Kafka       | Métro Racing Paris           |
| 2005 | Martin Jágr        | Rugby Club Toulonnais     |                    |                                   |                    |                              |
| 2006 | Karel Kučera       | Rugby Club Říčany         | Martin Jágr        | Rugby Club Toulonnais             | Ladislav Vondráček | RFC Esher                    |
| 2007 | Martin Jágr        | Rugby Club Toulonnais     | Pavel Syrový       | Rugby Club Praga Praha            | Jan Oswald         | Rugby Club Tatra Smíchov     |
| 2008 | Martin Jágr        | Rugby Club Toulonnais     | Pavel Syrový       | Rugby Club Praga Praha            | Lukáš Rapant       | US Oyonnax Rugby             |
| 2009 | Martin Jágr        | Union Bourdeaux-Bégles    | Roman Šuster       | Rugby Club Aurillac               | Lukáš Rapant       | US Oyonnax Rugby             |
| 2010 | Roman Šuster       | Rugby Club Aurillac       | Robert Voves       | Racing Club Narbonne Mediterranée | Pavel Vokrouhlík   | Rugby Club Sparta Praha      |
| 2011 | Roman Šuster       | Rugby Club Aurillac       | Miroslav Němeček   | US Oyonnax Rugby                  | Ondřej Kutil       | SOC Rugby Chambery           |
| 2012 | Petr Čížek         | Rugby Club Praga Praha    | Martin Jágr        | Stade Montois                     | Ondřej Kutil       | SOC Rugby Chambery           |
| 2013 | Miroslav Němeček   | US Oyonnax Rugby          | Lukáš Rapant       | US Oyonnax Rugby                  | Vojtěch Mára       | Rugby Club Tatra Smíchov     |
| 2014 | Miroslav Němeček   | US Oyonnax Rugby          | Robert Voves       | Rugby Club Praga Praha            | Pavel Syrový       | Rugby Club Praga Praha       |
| 2015 | Lukáš Rapant       | US Oyonnax Rugby          | Miroslav Němeček   | RC Hyeres Carqueiranne La Crau    | Jan Rohlík         | Rugby Club Mountfield Říčany |
| 2016 | Lukáš Rapant       | US Oyonnax Rugby          | Vojtěch Hruška     | RC Auxerrois                      | Vojtěch Havel      | RC Tatra Smíchov             |

## Trivia
- Vlastimil a Martin Jágr jsou otec a syn, kteří oba získali cenu Ragbista roku. Vlastimil Jágr zvítězil v letech 1978 a 1980. Martin Jágr zvítězil pětkrát v letech 2004, 2005, 2007, 2008 a 2009.
- Bruno Kudrna vyhrál šestkrát, jeho syn Jan Kudrna vyhrál U20 Talent v roce 2003.
- Jan Macháček zvítězil ve dvou kategoriích. Hráče roku vyhrál pětkrát v letech 1994, 1996, 1998, 2000 a 2001 a v roce 2010 vyhrál Osobnost domácí soutěže.
- Antonín Brabec zvítězil ve třech kategoriích. Vyhrál Hráče roku v roce 1995 a Trenéra roku v letech 2010 a 2011. Vyhrál jako organizátor Ragbyové události roku v roce 2010, kdy organizoval legendární mezinárodní turnaje Prague Beach 5s.
- Martin Kafka zvítězil ve dvou kategoriích. V roce 2002 vyhrál Hráče roku a Trenéra roku v letech 2008 a 2009.

## Další kategorie

### Sevens hráč roku
| Rok  | Vítěz             | Klub                         | 2. místo      | Klub                     | 3. místo          | Klub                    |
| ---- | ----------------- | ---------------------------- | ------------- | ------------------------ | ----------------- | ----------------------- |
| 2010 | Michal Schlanger  | Rugby Club Mountfield Říčany | -             | -                        | -                 | -                       |
| 2011 | Pavel Syrový      | Rugby Club Praga Praha       | -             | -                        | -                 | -                       |
| 2012 | Vachtang Pailodze | Rugby Club Sparta Praha      | Aleš Stejskal | Scarborough RUFC         | Tomáš Forst       | Rugby Club Praga Praha  |
| 2013 | Vachtang Pailodze | Rugby Club Sparta Praha      | -             | -                        | -                 | -                       |
| 2014 | Tomáš Forst       | Rugby Club Praga Praha       | -             | -                        | -                 | -                       |
| 2015 | Tomáš Forst       | RC Praga Praha               | Vojtěch Havel | Sportovní Nazairen Rugby | Vachtang Pailodze | Rugby Club Sparta Praha |
| 2016 | Tomáš Forst       | RC Praga Praha               | Vojtěch Havel | RC Tatra Smíchov         | Čížek Jan         | RC Přelouč              |

### Hráčka roku
| Rok  | Vítěz             | Klub                    | Talent roku U20                        | Klub                                           |
| ---- | ----------------- | ----------------------- | -------------------------------------- | ---------------------------------------------- |
| 2008 | Klára Hladilová   | Rugby Club Sparta Praha | Pavlína Čuprová                        | JIMI Rugby Club Vyškov                         |
| 2009 | Hana Schlangerová | Rugby Club Sparta Praha | Ester Charvátová / Karolína Valentová  | Ragby Club Sparta Praha / Ragby Klub Petrovice |
| 2010 | Hana Schlangerová | Rugby Club Sparta Praha | Barbora Bendová                        | Ragby Klub Petrovice                           |
| 2011 | Kateřina Kulová   | Rugby Club Slavia Praha | Nela Veselá                            | TJ Sokol Mariánské Hory                        |
| 2012 | Pavlína Čuprová   | JIMI Rugby Club Vyškov  | Kateřina Vrbacká                       | JIMI Rugby Club Vyškov                         |
| 2013 | Pavlína Čuprová   | JIMI Rugby Club Vyškov  | Alexandra Zítková / Dominika Dohnalová | Rugby Club Dragon Brno / RC Havířov            |
| 2014 | Věra Samková      | Rugby Club Sparta Praha | Kateřina Nováková                      | Rugby Club Plzeň                               |
| 2015 | Pavlína Čuprová   | JIMI Rugby Club Vyškov  | Anežka Sládková                        | RK Petrovice                                   |
| 2016 | Pavlína Čuprová   | JIMI RC Vyškov          | Anežka Sládková                        | RK Petrovice                                   |

### Talent roku
| Rok  | Talent roku U20  | Klub                         | Talent roku U18 | Klub                         | Talent roku U16 | Klub                         |
| ---- | ---------------- | ---------------------------- | --------------- | ---------------------------- | --------------- | ---------------------------- |
| 2001 | Jan Rohlík       | Rugby Club Říčany            | -               | -                            | -               | -                            |
| 2002 | Lukáš Rapant     | Rugby Club Havířov           | -               | -                            | -               | -                            |
| 2003 | Jan Kudrna       | Rugby Club Praga Praha       | -               | -                            | -               | -                            |
| 2004 | Michal Schlanger | Ragby Klub Petrovice         | -               | -                            | -               | -                            |
| 2005 | Jan Rudolf       | Ragby Klub Petrovice         | -               | -                            | -               | -                            |
| 2006 | Ondřej Kutil     | JIMI Rugby Club Vyškov       | -               | -                            | -               | -                            |
| 2007 | Milan Jirman     | Rugby Club Slavia Praha      | -               | -                            | -               | -                            |
| 2008 | Tomáš Forst      | Rugby Club Praga Praha       | -               | -                            | -               | -                            |
| 2009 | Michal Vančura   | Rugby Club Mountfield Říčany | -               | -                            | -               | -                            |
| 2010 | Vojtěch Havel    | Rugby Club Tatra Smíchov     | -               | -                            | -               | -                            |
| 2011 | Aleš Stejskal    | Rugby Club Dragon Brno       | -               | -                            | -               | -                            |
| 2012 | Vojtěch Hruška   | Rugby Club Sparta Praha      | -               | -                            | -               | -                            |
| 2013 | Jan Kohout       | Rugby Club Přelouč           | -               | -                            | -               | -                            |
| 2014 | Jan Školař       | JIMI Rugby Club Vyškov       | Hubert Dřímal   | Rugby Club Sparta Praha      | Martin Cimprich | Rugby Club Mountfield Říčany |
| 2015 | Jiří Pantůček    | JIMI Rugby Club Vyškov       | Martin Cimprich | Rugby Club Mountfield Říčany | Daniel Rygl     | Rugby Club Tatra Smíchov     |
| 2016 | Hubert Dřímal    | SOC Chambery                 | Martin Cimprich | Rugby Club Mountfield Říčany | Adam Putna      | Rugby Club Bystrc            |

### Trenér roku
| Rok  | Vítěz               | Klub                         | Ženy trenér     | Klub                    | Trenér mládeže | Klub                         |
| ---- | ------------------- | ---------------------------- | --------------- | ----------------------- | -------------- | ---------------------------- |
| 2001 | Jiří šťastný        | Rugby Club Dragon Brno       | -               | -                       | -              | -                            |
| 2002 | Josef Fatka         | Rugby Club Tatra Smíchov     | -               | -                       | -              | -                            |
| 2003 | Josef Fatka         | Rugby Club Tatra Smíchov     | -               | -                       | -              | -                            |
| 2004 | Radomír Kloda       | Rugby Club Havířov           | -               | -                       | -              | -                            |
| 2005 | Josef Fatka         | Rugby Club Tatra Smíchov     | -               | -                       | -              | -                            |
| 2006 | Marek Valeš         | Rugby Club Říčany            | -               | -                       | -              | -                            |
| 2007 | Suvad Kapetonovič   | Rugby Club Tatra Smíchov     | -               | -                       | -              | -                            |
| 2008 | Martin Kafka        | Národní tým XV               | -               | -                       | -              | -                            |
| 2009 | Martin Kafka        | Národní tým XV               | -               | -                       | -              | -                            |
| 2010 | Antonín Brabec      | Rugby Club Mountfield Říčany | -               | -                       | -              | -                            |
| 2011 | Antonín Brabec      | Rugby Club Mountfield Říčany | -               | -                       | -              | -                            |
| 2012 | Jan Oswald          | Rugby Club Tatra Smíchov     | -               | -                       | -              | -                            |
| 2013 | Jan Oswald          | Rugby Club Tatra Smíchov     | -               | -                       | -              | -                            |
| 2014 | Eduard Krützner Jr. | Rugby Club Praga Praha       | Zdeněk Albrecht | Rugby Club Sparta Praha | -              | -                            |
| 2015 | Eduard Krützner Jr. | Rugby Club Praga Praha       | Zdeněk Albrecht | Rugby Club Sparta Praha | Tomáš Kohout   | Rugby Club Mountfield Říčany |
| 2016 | Pavel Pala          | JIMI RC Vyškov               | Stanislav Král  | RC Tatra Smíchov        | Tomáš Kohout   | Rugby Club Mountfield Říčany |

### Rozhodčí roku
| Rok  | Vítěz             | Klub                         | 2. místo          | Klub                         | 3. místo             | Klub                         |
| ---- | ----------------- | ---------------------------- | ----------------- | ---------------------------- | -------------------- | ---------------------------- |
| 2002 | Jiří Štuksa       | Rugby Club Říčany            | Tomáš Tůma        | Rugby Club Říčany            | Miroslav Šustek      | Rugby Club Vyškov            |
| 2003 | Jiří Štuksa       | Rugby Club Říčany            | Tomáš Tůma        | Rugby Club Říčany            | Jaroslav Bednařík    | RC Dragon Brno               |
| 2004 | Jiří Štuksa       | Rugby Club Říčany            | Tomáš Tůma        | Rugby Club Říčany            | Jaroslav Bednařík    | RC Dragon Brno               |
| 2005 | Jiří Štuksa       | Rugby Club Říčany            | -                 | -                            | -                    | -                            |
| 2006 | Tomáš Tůma        | Rugby Club Říčany            | -                 | -                            | -                    | -                            |
| 2007 | Tomáš Tůma        | Rugby Club Říčany            | -                 | -                            | -                    | -                            |
| 2008 | Tomáš Tůma        | Rugby Club Mountfield Říčany | -                 | -                            | -                    | -                            |
| 2009 | Tomáš Tůma        | Rugby Club Mountfield Říčany | -                 | -                            | -                    | -                            |
| 2010 | Tomáš Tůma        | Rugby Club Mountfield Říčany | Jiří Štuksa       | Rugby Club Mountfield Říčany | Jaroslav Bednařík    | Rugby Club Dragon Brno       |
| 2011 | Tomáš Tůma        | Rugby Club Mountfield Říčany | -                 | -                            | -                    | -                            |
| 2012 | Tomáš Tůma        | Rugby Club Mountfield Říčany | Jaroslav Bednařík | Rugby Club Dragon Brno       | Štěpán Čekal         | Rugby Club Praga Praha       |
| 2013 | Matěj Rázga       | Rugby Club Slavia Praha      | Tomáš Tůma        | Rugby Club Mountfield Říčany | -                    | -                            |
| 2014 | Matěj Rázga       | Rugby Club Slavia Praha      | Tomáš Tůma        | Rugby Club Mountfield Říčany | Jaroslav Bednařík    | Rugby Club Dragon Brno       |
| 2015 | Matěj Rázga       | Rugby Club Slavia Praha      | Jaroslav Bednařík | Rugby Club Dragon Brno       | Tomáš Tůma           | Rugby Club Mountfield Říčany |
| 2016 | Matěj Rázga       | Rugby Club Slavia Praha      | Jaroslav Bednařík | Rugby Club Dragon Brno       | Tomáš Tůma           | Rugby Club Mountfield Říčany |
| 2017 | Jaroslav Bednařík | Rugby Club Dragon Brno       | Matěj Rázga       | Rugby Club Slavia Praha      | Hana Erika Radochová | Rugby Club Petrovice         |

### Hráč národního týmu roku
| Rok  | Vítěz        | Klub                   | 2. místo      | Klub             | 3. místo        | Klub                    |
| ---- | ------------ | ---------------------- | ------------- | ---------------- | --------------- | ----------------------- |
| 2013 | Robert Voves | Rugby Club Praga Praha | -             | -                | -               | -                       |
| 2014 | Robert Voves | Rugby Club Praga Praha | Roman Šuster  | Stade Rouennais  | Marek Loutocký  | Rugby Club Sparta Praha |
| 2015 | Robert Voves | Rugby Club Praga Praha | Lukáš Rapant  | US Oyonnax Rugby | Klára Hladilová | Rugby Club Sparta Praha |
| 2015 | Lukáš Rapant | US Oyonnax Rugby       | Vojtěch Havel | RC Tatra Smíchov | Jan Rohlík      | RC Mountfield Říčany    |

### Osobnost domácí soutěže
| Rok  | Vítěz        | Klub                    | 2. místo     | Klub                     | 3. místo   | Klub                         |
| ---- | ------------ | ----------------------- | ------------ | ------------------------ | ---------- | ---------------------------- |
| 2009 | Pavel Syrový | Rugby Club Praga Praha  | -            | -                        | -          | -                            |
| 2010 | Jan Macháček | Rugby Club Slavia Praha | Pavel Syrový | Rugby Club Praga Praha   | Roman Rygl | Rugby Club Tatra Smíchov     |
| 2011 | Pavel Syrový | Rugby Club Praga Praha  | -            | -                        | -          | -                            |
| 2012 | Pavel Syrový | Rugby Club Praga Praha  | Robert Voves | Rugby Club Praga Praha   | Roman Rygl | Rugby Club Tatra Smíchov     |
| 2013 | Pavel Syrový | Rugby Club Praga Praha  | Jan Macháček | Rugby Club Slavia Praha  | Jan Rohlík | Rugby Club Mountfield Říčany |
| 2014 | Pavel Syrový | Rugby Club Praga Praha  | Robert Voves | Rugby Club Praga Praha   | Jiří Skall | Rugby Club Sparta Praha      |
| 2015 | Pavel Syrový | Rugby Club Praga Praha  | Roman Rygl   | Rugby Club Tatra Smíchov | Jiří Skall | Rugby Club Sparta Praha      |
| 2016 | Jiří Skall   | RC Sparta Praha         | Jan Rohlík   | RC Mountfield Říčany     | Roman Rygl | RC Tatra Smíchov             |

### Událost roku
| Rok  | Vítěz                              | Klub / osoba                              | 2. místo                       | Klub / osoba                           | 3. místo                     | Klub / osoba                      |
| ---- | ---------------------------------- | ----------------------------------------- | ------------------------------ | -------------------------------------- | ---------------------------- | --------------------------------- |
| 2005 | Zápas ČR vs Waratahs               | Česká ragbyová unie                       | -                              | -                                      | -                            | -                                 |
| 2006 | Přenos ragby v České televizi      | Česká televize                            | -                              | -                                      | -                            | -                                 |
| 2007 | Mistrovství Evropy U20             | Česká ragbyová unie                       | -                              | -                                      | -                            | -                                 |
| 2008 | Finále extraligy                   | Česká ragbyová unie                       | -                              | -                                      | -                            | -                                 |
| 2009 | Zápas ČR vs Hongkong               | Česká ragbyová unie                       | -                              | -                                      | -                            | -                                 |
| 2010 | Turnaj Prague Beach 5s             | Antonín Brabec a Jiří Skall               | Finále extraligy               | Česká ragbyová unie                    | Den dětí                     | Rugby Club Mountfield             |
| 2011 | Turnaj Old Prague Ham              | Rugby Club Old Boys Prague                | Finále extraligy               | ČSRU                                   | Turnaj Praha 7s              | Antonín Brabec a Michal Schlanger |
| 2012 | Mistrovství Evropy v kategorii U20 | Česká ragbyová unie                       | -                              | -                                      | -                            | -                                 |
| 2013 | Turnaj Old Prague Ham              | Rugby Club Old Boys Prague                | -                              | Rugby Club                             | -                            | Rugby Club                        |
| 2014 | Mistrovství Evropy v kategorii U20 | ČSRU & Dragon Brno, Bytrc, JIMI RC Vyškov | Turnaj Prague Beach Rugby 5s   | Antonín Brabec a Jiří Skall            | Turnaj Evropské 7s           | Česká ragbyová unie               |
| 2015 | Zápas ČR vs NZ Ambassador’s XV     | ČSRU & Rugby Club Tatra Smíchov           | Mistrovství Evropy U20         | ČSRU & RC Dragon Brno a JIMI RC Vyškov | Turnaj Prague Beach Rugby 5s | Antonín Brabec a Jiří Skall       |
| 2016 | Zápas ČR vs Barbarian FC           | ČSRU                                      | Zápas ČR vs NZ Ambassador’s XV | ČSRU & Rugby Club Tatra Smíchov        | -                            | -                                 |

### Miss Ragby
| Rok  | Vítězka           | Klub                   | 2. místo           | Klub                   | 3. místo         | Klub                    |
| ---- | ----------------- | ---------------------- | ------------------ | ---------------------- | ---------------- | ----------------------- |
| 2013 | Martina Douděrová | Rugby Club Přelouč     | Dominika Dohnalová | Rugby Club Havířov     | Květa Kottková   | Rugby Club Slavia Praha |
| 2014 | Jana Jarošová     | Rugby Club Přelouč     | Zuzana Malá        | Ragby Klub Petrovice   | Denisa Adamusová | Rugby Club Havířov      |
| 2015 | Jana Gottwaldová  | JIMI Rugby Club Vyškov | Anna Fráňová       | Rugby Club Dragon Brno | Lucie Vavříková  | Rugby Club Olomouc      |